# Потіївська сільська рада (Білоцерківський район)
| Потіївська сільська рада — адміністративно-територіальна одиниця та орган місцевого самоврядування у Білоцерківському районі Київської області з адміністративним центром у с. Потіївка. Історична дата утворення: в 1921 році. Водоймища на території, підпорядкованій даній раді: річки Поть, Насташка. Сільській раді підпорядковані населені пункти: - с. Потіївка |

## Склад ради
Рада складається з 12 депутатів та голови.

### Керівний склад ради
| ПІБ                       | Основні відомості                                                                             | Дата обрання | Дата звільнення |
| ------------------------- | --------------------------------------------------------------------------------------------- | ------------ | --------------- |
| Олійник Анатолій Іванович | Сільський голова, 1958 року народження, освіта, член Всеукраїнського об'єднання «Батьківщина» | 26.03.2006   | 31.10.2010      |

Примітка: таблиця складена за даними джерела